# Rhyacophila motasi
Rhyacophila motasi là một loài Trichoptera trong họ Rhyacophilidae. Chúng phân bố ở miền Cổ bắc.